# Judy Napangardi Watson
Judy Napangardi Watson (circa 1925-2016), también conocida como Judy Watson Napangardi y Kumanjayi Napangardi Watson, fue una aborigen australiana y pintora de la comunidad de Yuendumu en el Territorio del Norte, Australia.

## Vida
Napangardi nació alrededor de 1925 en Yarungkanji en la estación Mount Doreen. Los Warlpiri, llevaban una vida nómada tradicional y con frecuencia realizaban largos viajes a pie a su país ancestral en la frontera de los desiertos de Tanami y Gibson; y vivieron en Mina Mina y Yingipurlangu en diferentes momentos.
Tuvo diez hijos. Murió en Yuendumu el 17 de mayo de 2016.

## Obra
Napangardi comenzó a pintar en la década de 1980 con un estilo de "puntos arrastrados". Su combinación de colores vivos, trabajos muy detallados y composición de alto nivel llevó a una apreciación generalizada en el mundo del arte. Sus pinturas describen a menudo el país de Mina Mina. Fue miembro de la comunidad de artistas Warlukurlangu de Yuendumu.
Bien conocida por el estilo distintivo de la pintura que desarrolló junto a su hermana Maggie Napangardi Watson, quien le enseñó sus habilidades pictóricas, fue una importante contribuyente al arte indígena australiano contemporáneo.
Su obra se exhibe en:
- Galería de arte de Nueva Gales del Sur, Sídney
- Museo de arte aborigen, Utrecht
- Fundación Gordon Darling, Canberra
- Museo de Arte de la Universidad Flinders, Adelaida
- Galería Nacional de Australia, Canberra
- Galería Nacional de Victoria
- Museo y Galería de Arte del Territorio del Norte, Darwin
- Museo de Australia Meridional, Adelaida
- Colección de arte aborigen Kluge-Ruhe, Universidad de Virginia, Charlottesville